# Kojva (village)
Pour l’article homonyme, voir Kojva.
Kojva (en russe: Ко́жва) est un village de type urbain du raïon de Petchora en République des Komis. Il est relié au chemin de fer. Le village est situé sur la rive gauche du fleuve Petchora, à l'ouest de chaîne de montagne de l'Oural. " Kojva "est également le nom de la rivière qui se jette dans le fleuve Petchora,

bassin du fleuve Petchora

En janvier 1942 le village fut ciblé par les rebelles du Goulag lors du Soulèvement d'Oust-Ousa en vue d'atteindre la ligne de chemin de fer.
Le statut de village de type urbain lui est attribué depuis 1952. En 1983 une maison de la culture y a été ouverte.

## Démographie
La population de Kojva au 1er janvier 2021 s'élevait à 1805 habitants.

## Église orthodoxe russe
Une église Saint-Nicolas est desservie par le clergé orthodoxe à Kojva

## Sources
- « slovari.yandex.ru/dict/bse/art… »(Archive.org • Wikiwix • Archive.is • Google • Que faire ?)